# Jean Degros
Jean Degros, né le 18 novembre 1939, à Pecquencourt, est un joueur et entraîneur de basket-ball français, élu à l'Académie du basket-ball français en 2007.

## Biographie
Enfant du Nord, Jean Degros réalise la majeure partie de sa carrière à l'AS Denain Voltaire, club fondé par son père, Jean-Marie, en 1947.
Meneur fougueux, grande gueule, reconnu pour sa fameuse coupe en brosse et ses dribbles spectaculaires, Degros conduit Denain à la victoire en Coupe de France en 1960, puis au titre de champion de France en 1965. Il est élu meilleur joueur du championnat de France en 1963.
Sélectionné à 18 ans en équipe de France, il en porte le brassard de capitaine pendant sept ans.
Grande figure du sport nordiste, Jean Degros a inauguré une dizaine de salles de basket à son nom dans la région Nord-Pas-de-Calais, dont celle de l'AS Denain Voltaire.

## Clubs
Joueur
- 1949 - 1973 :  Denain (Nationale 1)
- 1974 - 1976 :  Reims (Nationale 1)

Entraîneur
- 1976 - 1977 :  Valenciennes (Nationale 1)
- 1980 - 1984 :  Denain (Nationale 2)

## Palmarès
- 148 sélections en Équipe de France
- Champion de France Scolaire (avec le Lycée d'État de Douai): 1960
- Meilleur marqueur du championnat de France (22,8 pts): 1962
- Coupe de France: 1960
- Champion de France: 1965
- Champion de France N2 : 195_, 1960, 1964

## Divers
- Sélectionné en "Equipe d'Europe" de basket-ball (1966)

## Décorations
- Officier de l'ordre national du Mérite Il est promu officier par décret du 14 novembre 2016[2]. Il était chevalier du 20 septembre 1997.

## Sources et liens externes
- Ressources relatives au sport :   - Basketball Reference (joueurs hors-NBA)
  - CIO
  - FIBA
  - FIBA Archive
  - Olympedia
  - Proballers
- L'Équipe Basket Magazine no 20 de janvier 1973 : Le dribble de Jean Degros, commentaire par lui-même en pages 24 et 25 et illustré de treize photos.